# Pedro León Zapata
Pedro León Zapata (La Grita, Táchira, 27 de febrero de 1929 - Caracas, 6 de febrero de 2015) fue un pintor, escritor, caricaturista y humorista venezolano.

## Biografía
Sus padres fueron el coronel León José Zapata, y María de Lourdes Monroy. Estudió hasta bachillerato en el Liceo San José de Los Teques, para pasar posteriormente, en 1945, a la Escuela de Artes Plásticas de Caracas. En 1947 se retiró de este centro para intervenir en la fundación del Taller La Barraca de Maripérez, donde expuso sus primeros trabajos e inició su labor de caricaturista. A finales de 1947 viajó a México para aprender las técnicas de los muralistas y realizó estudios en el Instituto Politécnico Nacional de México, en la Escuela de La Esmeralda y en el taller de Siqueiros. También trabajó como profesor en la escuela de Bellas Artes de Acapulco. Mientras vivió en México, Zapata no hizo caricaturas.
En el año 1958 regresó a Caracas e ingresó como profesor de dibujo a la Facultad de Arquitectura de la Universidad Central de Venezuela y a la Escuela de Artes Plásticas Cristóbal Rojas. En 1958 se incorporó al diarismo gráfico y en 1959 inició sus colaboraciones como caricaturista, al principio para el periódico Dominguito y luego a partir de 1965 ininterrumpidamente para El Nacional, de Caracas, en el cual inició su columna "Zapatazos", cuya continuidad diaria mantuvo hasta el día de su fallecimiento.
Como caricaturista, Zapata fue galardonado con el Premio Nacional de Periodismo en 1967, y con dos Premios Municipales en 1974 y 1978. Su trayectoria artística fue reconocida con el Premio Nacional de Artes Plásticas en 1980. Fue el coordinador de la Cátedra Libre de Humorismo Aquiles Nazoa (1979) en la UCV. A finales de los años setenta, dirigió la revista de corte humorístico El Sádico Ilustrado, integrando la obra de artistas y escritores como: Abilio Padrón, Simón Díaz, Salvador Garmendia, Luis Britto García, Elisa Lerner y Rubén Monasterios, entre otros.
Durante su vida, publicó varios libros: Zapatazos, ¿Quién es Zapata?, Zapata vs. Pinochet, Lo menos malo de Pedro León Zapata, Zapatazos por Uruguay, Zapata absolutamente en Serio, Caracas, Monte y Culebra, Breve Crónica de lo Cotidiano, Los Gómez de Zapata, De la A de Arte a la Z de Zapata y los volúmenes Zapata, firme y Firme Zapata
También diseñó y pintó portadas de álbumes para músicos como El Cuarteto de Venezuela, Simón Díaz y varias para Xulio Formoso y  Guaco
Zapata fue el autor del gigantesco mural de cerámica titulado Conductores de Venezuela (1999), de más de 1.500 m² de superficie, 150 m de largo por 11,5 de alto, está compuesto por 40.000 lozas de 20 x 20 cm, que ilumina parte del perímetro norte de la Universidad Central de Venezuela, en Caracas, cubriendo el muro de contención del límite norte de la Ciudad Universitaria, que la separa de la autopista Francisco Fajardo.
Zapata continuó su vida artística como conferencista, docente, hombre de radio y televisión. Realizó para el teatro diseños de vestuarios y escenografías y es autor de una pieza titulada Venezuela Herótica.
Falleció a la edad de 85 años mientras dormía, en Caracas, Venezuela el 6 de febrero de 2015.

## Premios y reconocimientos
- 1967: Premio Nacional de Periodismo
- 1974: Premio Municipal
- 1978: Premio Municipal
- 1980: Premio Nacional de Artes Plásticas

## Galería

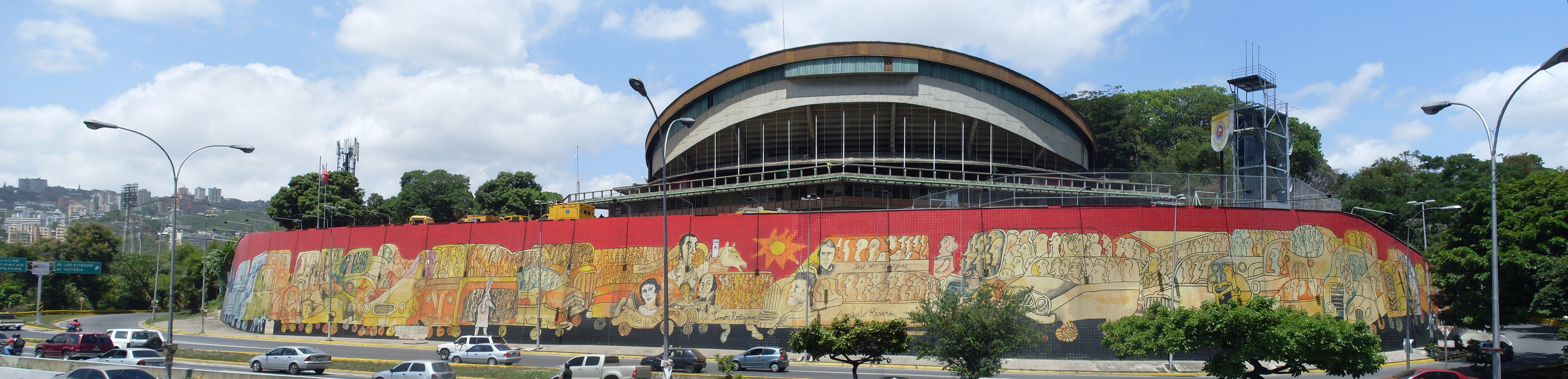
Mural de Pedro León Zapata. Título: Los Conductores de Venezuela. Año: 1999. Ubicación: Autopista Francisco Fajardo. Universidad Central de Venezuela, por la entrada de la Plaza Venezuela.